# Фискония
Фискония (лат. Physconia) — род листоватых лишайников семейства Фисциевые (Physciaceae).

## Описание
Слоевище розетковидное или неправильной формы, от 2 до 10 (15) см в диаметре. Лопасти в основном длинные и узкие (1—3, редко 5 мм в ширину), линейные, радиально расходящиеся, слабо налегающие друг на друга или соприкасающиеся, редко короткие и черепитчато расположенные; к субстрату прилегают довольно плотно, иногда растут среди мхов. Верхняя поверхность окрашена в различные оттенки коричневого (реже — коричнево-серого) цвета, почти всегда с белым налётом. Нижняя поверхность тёмная (чёрно-коричневая), по краю светло-коричневая или, редко, полностью светло-коричневая до белой. Слоевище у части видов с вегетативными пропагулами (соредиями, изидиями или лобулями), развивающимися по краю или на концах лопастей, редко на их поверхности (в то же время у старых разрушающих образцов типично является развитие мелких адвентивных лопастинок без вегетативных пропагул на верхней поверхности лопастей. Верхний коровый слой толстый, двух типов: склероплектенхимный и параплектенхимный. Сердцевина белая или светло-желтоватая. Нижний коровый слой прозоплектенхимный. Прикрепляется к субстрату при помощи ризин, в основном тёмных и ёршикоподобных, редко светлых, простых или слаборазветвлённых, по краю лопастей ризины у всех видов часто светлые и простые или слабо ветвящиеся. У видов с ёршикоподобными ризинами между талломом и субстратом часто образуется толстый (наподобие кошмы) слой из густо сплетённых, сильно разветвлённых ризин.
Апотеции леканоровые, с хорошо выраженным слоевищным краем, на котором часто развиваются адвентивные лопастинки (лобули) или соредии (у соредиозных видов); без ризин на основании; диск коричневый, обычно с беловатым налётом. Сумки цилиндрически-булавовидные, с 8 спорами. Споры 2-клеточные, коричневые.
Пикнидии погружены в таллом. Конидии почти цилиндрические, обычно более 6—8 мкм длины.
Фотобионт Требуксия и Псевдотребуксия.

### Химический состав
Лишайниковые вещества у большинства видов не обнаружены, для некоторых видов известны секалоновая, гирофоровая кислоты.

## Места обитания и распределение
Виды рода произрастают чаще на древесных субстратах, изредка — среди мхов на камнях, в различных сообществах, включая антропогенные местообитания.
Распространены, главным образом, в Северном полушарии.

## Виды
Согласно базе данных Catalogue of Life на февраль 2022 года род включает следующие виды:
- Physconia californica Essl., 2000
- Physconia chinensis J.B. Chen et G.R. Hu, 2003
- Physconia detersa (Nyl.) Poelt, 1965 — Фискония стёртая
- Physconia distorta (With. ) J.R. Laundon, 1984 — Фискония искривлённая
- Physconia enteroxantha (Nyl.) Poelt, 1966 — Фискония жёлтосердцевинная
- Physconia fallax Essl., 2000
- Physconia grisea (Lam.) Poelt, 1965 — Фискония серая
- Physconia isidiomuscigena Essl., 2000
- Physconia jacutica Urbanav., Ahti et Loht., 2007 — Фискония якутская
- Physconia labrata Essl., McCune et Haughland, 2017
- Physconia muscigena (Ach.) Poelt, 1965 — Фискония моховая
- Physconia perisidiosa (Erichsen) Moberg, 1977 — Фискония изидиозная
- Physconia pulverulenta (Schreb.) Poelt, 1965 — Фискония припудренная
- Physconia rossica Urbanav., 2008 — Фискония русская
- Physconia sikkimensis (Jatta) D.D. Awasthi, 2007
- Physconia thorstenii A. Crespo et Divakar, 2007

## Охранный статус
В России вид Physconia enteroxantha занесён в Красную книгу Иркутской области.